# Córrego da Estância
O córrego da Estância é um córrego brasileiro do município de Paraíba do Sul, RJ. Possui uma unidade de tratamento de esgoto em São José do Barreiro.